# Charmont-en-Beauce
Charmont-en-Beauce é uma comuna francesa na região administrativa do Centro, no departamento Loiret. Estende-se por uma área de 17,68 km². Em 2010 a comuna tinha 373 habitantes (densidade: 21,1 hab./km²).